# NGC 5477
NGC 5477 هي مجرة قزمة تقع في كوكبة الدب الأكبر . تبعد 20 مليون سنة ضوئية عن الأرض.اكتشفت في 14 أبريل 1789 من قبل وليام هيرشل.

## وصلات خارجية
- NGC 5477 على موقع ويكي سكاي: DSS2, SDSS, GALEX, IRAS, Hydrogen α, X-Ray, Astrophoto, Sky Map, Articles and images